# Frédéric Chassot
Frédéric Chassot (Montagny, 31 maart 1969) is een Zwitsers voormalig voetballer en coach die speelde als aanvaller.

## Carrière
Chassot speelde gedurende zijn carrière bij Neuchâtel Xamax, FC Basel, FC Sion, Lausanne-Sport, FC Zürich, FC Aarau en Young Fellows. Hij werd twee keer landskampioen in 1988 met Neuchâtel Xamax en in 1997 met FC Sion.
Chassot speelde 16 interlands voor Zwitserland waarin hij twee keer kon scoren.
Na zijn spelersloopbaan vervulde hij verschillende functies bij FC Sion, zo was hij kort even trainer in 2014, in 2016 was hij kort coach van FC Fribourg.

## Erelijst
- Neuchâtel Xamax
  - Landskampioen: 1988
- FC Sion
  - Landskampioen: 1997